# WebCL

Logo de WebCL

O WebCL é uma norma desenvolvida pelo Grupo Khronos, cujo objetivo é integrar o OpenCL 1.1, uma biblioteca de computação paralela, em todas as interfaces de programação HTML5. Esta adaptação é inspirada no sucesso da portabilidade do OpenGL ES para HTML5 com o WebGL. Para que o WebCL funcione num sistema, este deve suportar o OpenCL 1.1.
Atualmente (2013), os browsers não suportam WebCL nativamente, mas usam extensões;
A Nokia e a Mozilla desenvolveram extensões para o Firefox. A Samsung para o Webkit e a Motorola para o Node.js.